# 1881 in Zwitserland
Dit artikel beschrijft het verloop van 1881 in Zwitserland.

## Ambtsbekleders
De Bondsraad was in 1881 samengesteld als volgt:
| Naam | Naam                | Partij    | Kanton     | Functie                                                                            |
| ---- | ------------------- | --------- | ---------- | ---------------------------------------------------------------------------------- |
|      | Numa Droz           | radicalen | Neuchâtel  | Bondspresident in 1881; hoofd van het Departement van Politieke Zaken              |
|      | Simeon Bavier       | radicalen | Graubünden | Vicebondspresident in 1881; hoofd van het Departement van Posterijen en Spoorwegen |
|      | Bernhard Hammer     | radicalen | Solothurn  | Hoofd van het Departement van Financiën en Douane                                  |
|      | Wilhelm Hertenstein | radicalen | Zürich     | Hoofd van het Departement van Militaire Zaken                                      |
|      | Louis Ruchonnet     | radicalen | Vaud       | Hoofd van het Departement van Handel en Landbouw (vanaf 3 maart 1881)              |
|      | Karl Schenk         | radicalen | Bern       | Hoofd van het Departement van Binnenlandse Zaken                                   |
|      | Emil Welti          | radicalen | Aargau     | Hoofd van het Departement van Justitie en Politie                                  |

De Bondsvergadering werd voorgezeten door:
| Naam | Naam                 | Partij              | Kanton     | Functie                                                           |
| ---- | -------------------- | ------------------- | ---------- | ----------------------------------------------------------------- |
|      | Karl Burckhardt      | radicalen           | Bazel-Stad | Voorzitter van de Nationale Raad (tot 6 juni 1881)                |
|      | Antoine Vessaz       | radicalen           | Vaud       | Voorzitter van de Nationale Raad (van 6 juni tot 4 december 1881) |
|      | Karl Zyro            | radicalen           | Bern       | Voorzitter van de Nationale Raad (vanaf 7 december 1881)          |
|      | Christian Sahli      | gematigde liberalen | Bern       | Voorzitter van de Kantonsraad (tot 6 juni 1881)                   |
|      | Johann Karl Kappeler | radicalen           | Thurgau    | Voorzitter van de Kantonsraad (van 6 juni tot 4 december 1881)    |
|      | Auguste Cornaz       | radicalen           | Neuchâtel  | Voorzitter van de Kantonsraad (vanaf 5 december 1881)             |

## Gebeurtenissen

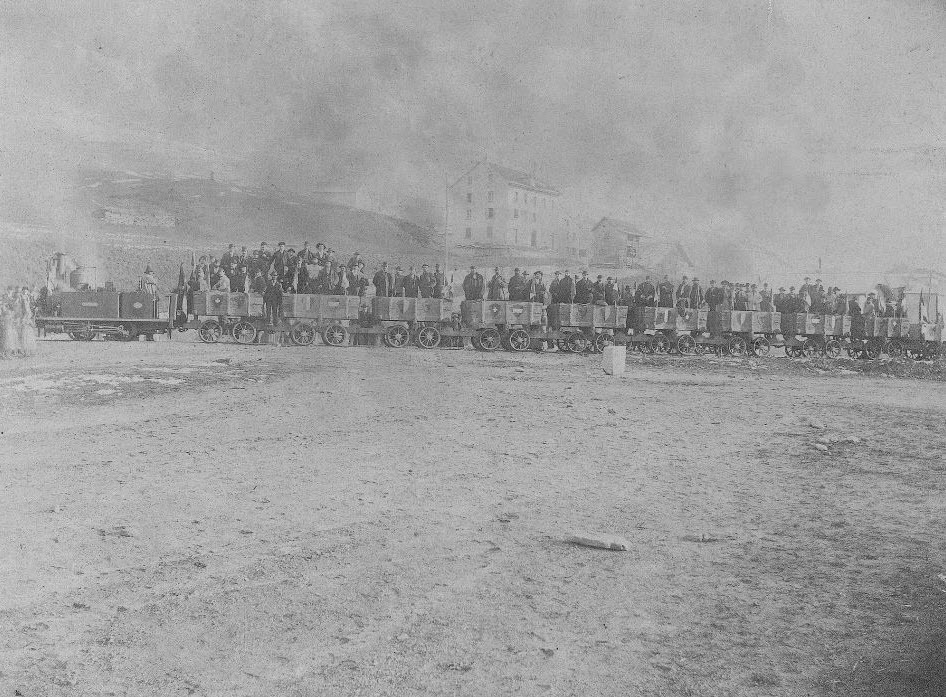
De eerste trein door de Gotthardtunnel.

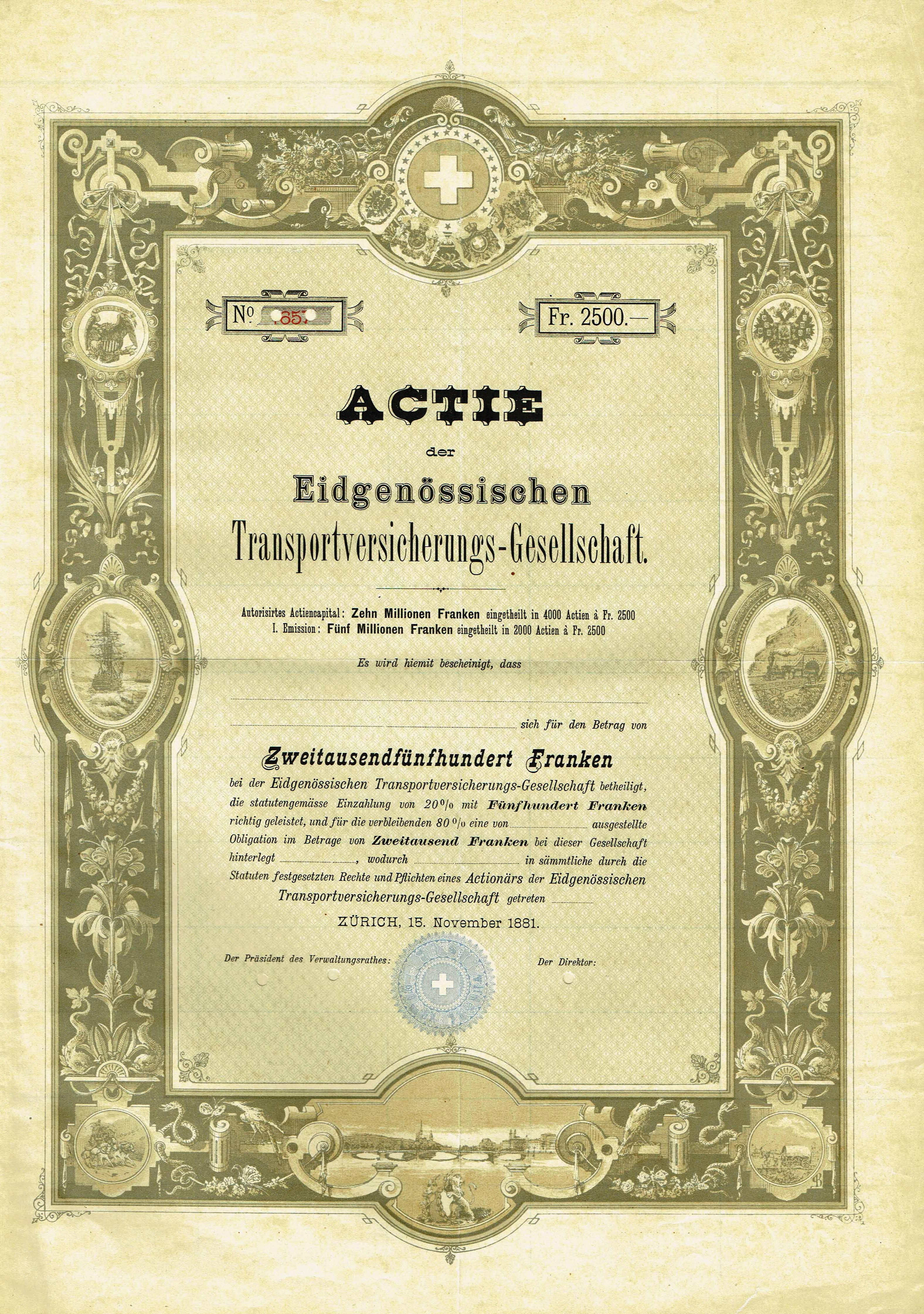
Aandaal van de Eidgenössischen Transportversicherungs-Gesellschaft uit 1881.

- Voor het eerst rijdt er een trein door de Gotthardtunnel. De trein rijdt richting het noorden en doet 50 minuten over een afstand van 15 km.
- Oprichting in Fleurier (kanton Neuchâtel) van de Compagnie du Chemin de fer régional du Val-de-Travers.
- Eugen Huber wordt aan de Universiteit van Bazel benoemd tot professor in het federaal publiekrecht, het federaal burgerlijk recht en de geschiedenis van het Zwitsers recht.
- Het Schweizerisches Familien-Wochenblatt verschijnt voor het eerst.[8]

### Januari
- 1 januari: In La Chaux-de-Fonds (kanton Neuchâtel) wordt de krant L'Impartial voor het eerst uitgebracht.

### Februari
- 22 februari: Bij de Bondsraadsverkiezingen wordt Karl Hoffmann uit het kanton Sankt Gallen verkozen in de Bondsraad als opvolger van Fridolin Anderwert, maar hij weigert zijn verkiezing.

### Maart
- 3 maart: Nadat Karl Hoffmann zijn verkiezing weigerde, wordt Louis Ruchonnet uit het kanton Vaud tot Bondsraadslid verkozen.
- 30 maart: Voor het eerst verschijnt het Wochenblatt für die Landschaft Davos, de opvolger van de Davoser Zeitung.

### April
- 12 april: Inwerkingtreding van de wet op de activiteiten van emigratie-agentschappen.

### Mei
- 1 mei: Oprichting van het Zwitsers instituut voor meteorologie.

### Juni
- 25 juni: Een brand verwoest het dorp Isérables (kanton Wallis). 180 huizen worden verwoest.
- 28 juni: De spoorwegmaatschappij Suisse Occidentale-Simplon (SOS) ontstaat uit een fusie van de Chemins de fer de la Suisse Occidentale met de Compagnie du chemin de fer du Simplon.

### Juli
- 30 juli: In Fribourg (kanton Fribourg) gaat het federaal schiettoernooi van start.

### Augustus
- 4 augustus: In het dorp Maienfeld (kanton Graubünden) worden bij een brand 18 huizen vernield, 25 gezinnen zijn dakloos.
- 12 augustus: Inwerkingtreding van de federale wet op de verkiezing van de leden van de Nationale Raad.

### September

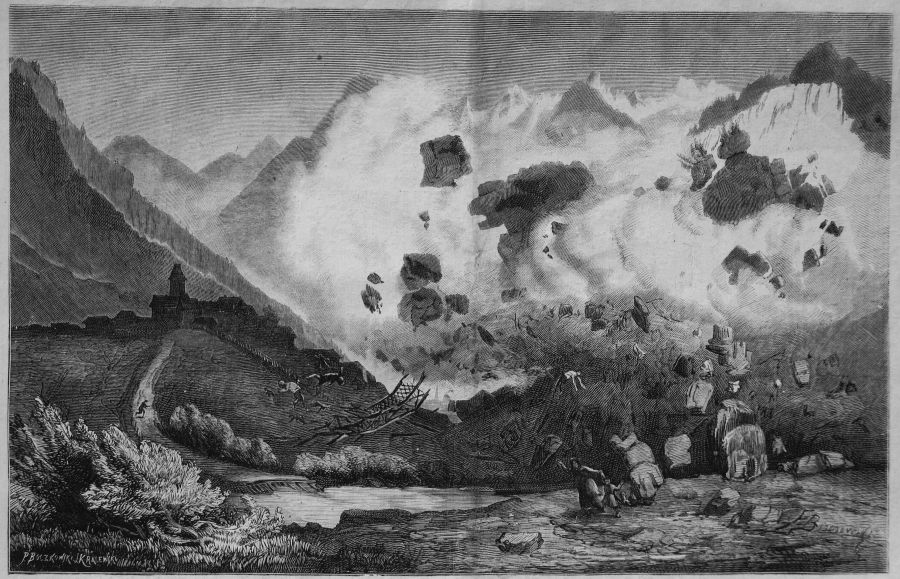
De bergstorting van Elm op 11 september 1881.

- 11 september: Bij de bergstorting van Elm komen als gevolg van de leisteenontginning miljoenen tonnen rotsen op het dorp Elm (kanton Glarus) terecht, waarbij 115 mensen om het leven komen.

### Oktober
- 11 oktober: Inwerkingtreding van de federale wet op de fabrieksaansprakelijkheid.
- 11 oktober: Inwerkingtreding van de federale wet op de organisatie van het Departement van Handel en Landbouw.
- 30 oktober: Bij de Zwitserse parlementsverkiezingen van 1881 vormen grotere staatstussenkomst in socio-economische thema's de inzet van de verkiezingen.

### November
- 26 november: Opening van het casino van Montreux.

### December
- 22 december: Begin van de festiviteiten ter ere van de 400e verjaardag van de toetreding van het kanton Fribourg tot de Confederatie van de XIII kantons.

## Geboren
- Paul Guggisberg, politicus (overl. 1946)
- 6 januari: Ella Wild, journaliste (overl. 1932)
- 25 februari: Willy Fries, kunstschilder (overl. 1965)
- 13 april: Ludwig Binswanger, psychiater (overl. 1966)
- 20 april: Robert Guex, advocaat, griffier, rechter, arbiter en hoogleraar (overl. 1948)
- 30 april: Philippe Robert, kunstschilder (overl. 1930)
- 5 mei: Paul Mutzner, jurist en hoogleraar (overl. 1949)
- 12 mei: Albert Thellung, botanicus (overl. 1928)
- 27 mei: Hans Eggenberger, arts (overl. 1946)
- 16 juni: Carl Bertschinger, politicus (overl. 1960)
- 25 juni: Emilia Cuchet-Albaret, onderwijzeres en schrijfster (overl. 1962)
- 2 juli: Eduard von Steiger, politicus en lid van de Bondsraad (overl. 1962)
- 28 juli: Ruben Lanicca, politicus (overl. 1965)
- 30 augustus: François Fosca, schrijver, kunstschilder, kunstcriticus en onderwijzer (overl. 1980)
- 1 oktober: Else Züblin-Spiller, journaliste, onderneemster en feministe (overl. 1948)
- 13 november: Rudolf Minger, politicus en lid van de Bondsraad (overl. 1955)

## Overleden
- 21 januari: Wilhelm Matthias Naeff, politicus en voormalig lid van de Bondsraad (geb. 1802)
- 31 januari: Gustave Jaccard, advocaat, rechter en politicus (geb. 1809)
- 6 februari: Georges-Auguste Matile, jurist en hoogleraar (geb. 1807)
- 30 maart: Alfred Vonderweid, politicus (geb. 1804)
- 11 mei: Henri-Frédéric Amiel, schrijver en filosoof (geb. 1821)
- 21 juni: Ferdinand Keller, archeoloog (geb. 1800)
- 21 oktober: Johann Kaspar Bluntschli, jurist en politicus (geb. 1808)
- 31 oktober: Rocco Bonzanigo, politicus (geb. 1809)
- 9 december: Carl Culmann, Duits-Zwitsers ingenieur (geb. 1821)
- 14 december: Betsy Cellérier, feministe (geb. 1822)

1848
· 1849
· 1850
· 1851
· 1852
· 1853
· 1854
· 1855
· 1856
· 1857
· 1858
· 1859
· 1860
· 1861
· 1862
· 1863
· 1864
· 1865
· 1866
· 1867
· 1868
· 1869
· 1870
· 1871
· 1872
· 1873
· 1874
· 1875
· 1876
· 1877
· 1878
· 1879
· 1880
· 1881
· 1882
· 1883
· 1884
· 1885
· 1886
· 1887
· 1888
· 1889
· 1890
· 1891
· 1892
· 1893
· 1894
· 1895
· 1896
· 1897
· 1898
· 1899
· 1900
· 1901
· 1902
· 1903
· 1904
· 1905
· 1906
· 1907
· 1908
· 1909
· 1910
· 1911
· 1912
· 1913
· 1914
· 1915
· 1916
· 1917
· 1918
· 1919
· 1920
· 1921
· 1922
· 1923
· 1924
· 1925
· 1926
· 1927
· 1928
· 1929
· 1930
· 1931
· 1932
· 1933
· 1934
· 1935
· 1936
· 1937
· 1938
· 1939
· 1940
· 1941
· 1942
· 1943
· 1944
· 1945
· 1946
· 1947
· 1948
· 1949
· 1950
· 1951
· 1952
· 1953
· 1954
· 1955
· 1956
· 1957
· 1958
· 1959
· 1960
· 1961
· 1962
· 1963
· 1964
· 1965
· 1966
· 1967
· 1968
· 1969
· 1970
· 1971
· 1972
· 1973
· 1974
· 1975
· 1976
· 1977
· 1978
· 1979
· 1980
· 1981
· 1982
· 1983
· 1984
· 1985
· 1986
· 1987
· 1988
· 1989
· 1990
· 1991
· 1992
· 1993
· 1994
· 1995
· 1996
· 1997
· 1998
· 1999
· 2000
· 2001
· 2002
· 2003
· 2004
· 2005
· 2006
· 2007
· 2008
· 2009
· 2010
· 2011
· 2012
· 2013
· 2014
· 2015
· 2016
· 2017
· 2018
· 2019
· 2020
· 2021
· 2022
· 2023